# Сарсаз (Юргинський округ)
Сарса́з (рос. Сарсаз) — присілок у складі Юргинського округу Кемеровської області, Росія.
Стара назва — Сар-Саз.

## Населення
Населення — 476 осіб (2010; 528 у 2002).
Національний склад (станом на 2002 рік):
- татари — 61 %
- росіяни — 36 %